# Whitesburg (Georgia)
Whitesburg es un pueblo ubicado en el condado de Carroll en el estado estadounidense de Georgia. En el censo de 2000, su población era de 596.

## Demografía
En el 2000 la renta per cápita promedia del hogar era de $26,750, y el ingreso promedio para una familia era de $29,167. El ingreso per cápita para la localidad era de $14,189. Los hombres tenían un ingreso per cápita de $30,417 contra $22,353 para las mujeres.

## Geografía
Whitesburg se encuentra ubicado en las coordenadas 33°29′36″N 84°54′49″O / 33.49333, -84.91361 (33.493434, -84.913492).
Según la Oficina del Censo, la localidad tiene un área total de 7,3 km² (2,8 mi²), de la cual 7,2 km² (2,8 mi²) es tierra y 0,1 km² (0 mi²) (0.00%) es agua.